# Рейханабад
Рейханаба́д (перс. ریحان‌آباد‎) — населённый пункт сельского типа на северо-западе Ирана, в провинции Западный Азербайджан. Входит в состав шахрестана Урмия.

## География
Населённый пункт находится в центральной части Западного Азербайджана, в горной местности, на высоте 1 144 метров над уровнем моря.

Рейханабад расположен на расстоянии нескольких километров к северо-востоку от Урмии, административного центра провинции и на расстоянии 585 километров к западу-северо-западу (WNW) от Тегерана, столицы страны. Ближайший аэропорт расположен в городе Урмия.

## Население
По данным переписи 2006 года, население составляло 6 125 человек.